# Unidad Habitacional Benito Juárez
Unidad Habitacional Benito Juárez är en ort i Mexiko.   Den ligger i kommunen Axochiapan och delstaten Morelos, i den sydöstra delen av landet, 110 km söder om huvudstaden Mexico City. Unidad Habitacional Benito Juárez ligger 1 015 meter över havet och antalet invånare är 134.
Terrängen runt Unidad Habitacional Benito Juárez är platt åt nordost, men åt sydväst är den kuperad. Runt Unidad Habitacional Benito Juárez är det ganska glesbefolkat, med 30 invånare per kvadratkilometer. Närmaste större samhälle är Axochiapan, 2,3 km norr om Unidad Habitacional Benito Juárez. I omgivningarna runt Unidad Habitacional Benito Juárez växer huvudsakligen savannskog.